# Liste der Biografien/Smir
Liste der Biografien |
Portal Biografien |
Personensuche
# |
A |
B |
C |
D |
E |
F |
G |
H |
I |
J |
K |
L |
M |
N |
O |
P |
Q |
R |
S |
T |
U |
V |
W |
X |
Y |
Z |
?
 
Sa |
Sb |
Sc |
Sd |
Se |
Sf |
Sg |
Sh |
Si |
Sj |
Sk |
Sl |
Sm |
Sn |
So |
Sp |
Sq |
Sr |
Ss |
St |
Su |
Sv |
Sw |
Sy |
Sz
 
Sma |
Smb |
Sme |
Smi |
Smj |
Smo |
Smr |
Smu |
Smy
 
Smia |
Smic |
Smid |
Smie |
Smig |
Smij |
Smik |
Smil |
Smir |
Smis |
Smit
Die Liste der Biografien führt alle Personen auf, die in der deutschsprachigen Wikipedia einen Artikel haben. Dieses ist eine Teilliste mit 88 Einträgen von Personen, deren Namen mit den Buchstaben „Smir“ beginnt.

## Smir

### Smirc
- Smircich, Linda (* 1948), amerikanische Organisationstheoretikerin und Hochschullehrerin

### Smiri
- Smiřická von Smiřice, Elisabeth Katharina (1590–1620), böhmische Adlige
- Smiřický von Smiřice, Albrecht Jan (1594–1618), böhmischer Adeliger
- Smiriglio, Mariano (1561–1636), italienischer Architekt
- Smirin, Ilia (* 1968), belarrussisch-israelischer Schach-Großmeister

### Smirk
- Smirk, Horace (1902–1991), britischer Mediziner
- Smirke, Robert (1753–1845), britischer Maler
- Smirke, Robert (1780–1867), britischer Architekt

### Smirn
- Smirnenski, Christo (1898–1923), bulgarischer Schriftsteller und Dichter
- Smirnitskaja, Olga Wassiljewna (1837–1920), russische Komponistin
- Smirnitski, Walentin Georgijewitsch (* 1944), sowjetisch-russischer Schauspieler
- Smirnizkaja, Galina Wassiljewna (* 1930), sowjetische bzw. russische Physikerin und Hochschullehrerin
- Smirnizkaja, Nadeschda Simonowna (1852–1889), Revolutionärin der Narodnaja Wolja
- Smirnizkaja, Natalja Wassiljewna (1927–2004), sowjetische Leichtathletin
- Smirnoff, Karin (* 1964), schwedische Unternehmerin und AutorinKarin Smirnoff (* 1964)

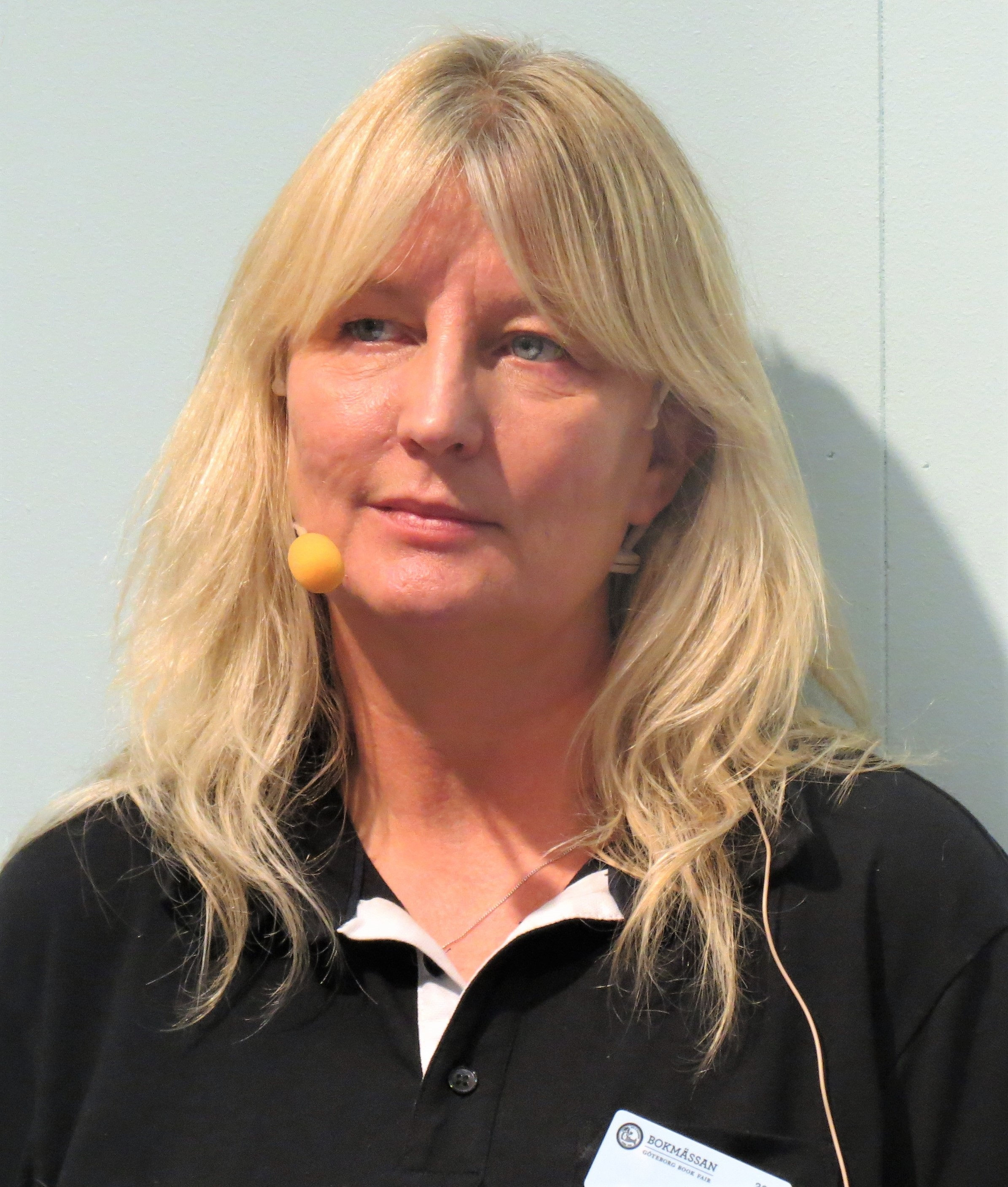
Karin Smirnoff (* 1964)

- Smirnoff, Natalia (* 1972), argentinische Filmregisseurin und Drehbuchautorin
- Smirnou, Michail (* 1967), weißrussischer Fußballspieler
- Smirnov, Karin (1880–1973), finnlandschwedische Schriftstellerin und Dramatikerin
- Smirnov, Oleg (* 1985), estnischer Eishockeyspieler
- Smirnov, Vladimir (* 1978), litauischer Radrennfahrer
- Smirnova, Irina (* 1976), russische Verfahrenstechnikerin
- Smirnova, Lisa (* 1972), österreichische Pianistin russischer Herkunft
- Smirnova, Valeria (* 2006), estnische Hochspringerin
- Smirnovas, Kęstutis (* 1976), litauischer Politiker und Sportler
- Smirnovienė, Zita (* 1953), litauische Richterin
- Smirnovs, Andris (* 1990), lettischer Radrennfahrer
- Smirnovs, Vitālijs (* 1986), lettischer Fußballspieler
- Smirnow, Alexander Jewgenjewitsch (* 1964), russischer Eishockeyspieler und -trainer
- Smirnow, Alexander Petrowitsch (* 1996), russischer Fußballspieler
- Smirnow, Alexander Wiktorowitsch (* 1984), russischer Eiskunstläufer
- Smirnow, Alexei Borissowitsch (* 1973), russischer Politiker
- Smirnow, Alexei Grigorjewitsch (* 1977), russischer Tischtennisspieler
- Smirnow, Alexei Jurjewitsch (* 1951), russischer theoretischer Physiker
- Smirnow, Alexei Makarowitsch (1920–1979), russisch-sowjetischer Film- und Theaterschauspieler
- Smirnow, Alexei Sergejewitsch (* 1982), russischer Eishockeyspieler
- Smirnow, Andrei Andrejewitsch (1905–1982), sowjetischer Politiker und Diplomat
- Smirnow, Andrei Iwanowitsch (* 1956), russischer Multimediakünstler und Performer, Komponist, Instrumentenbauer und Musikpädagoge
- Smirnow, Andrei Wladislawowitsch (1957–2019), sowjetischer Schwimmer und russischer Schwimmtrainer
- Smirnow, Andrzej (* 1938), polnischer Politiker (Platforma Obywatelska), Mitglied des Sejm
- Smirnow, Dmitri Alexejewitsch (1882–1944), russischer Opernsänger (Tenor)
- Smirnow, Dmitri Nikolajewitsch (1948–2020), russischer Komponist
- Smirnow, Igor Nikolajewitsch (* 1941), sowjetischer Politiker, Präsident TransnistriensIgor Nikolajewitsch Smirnow (* 1941)

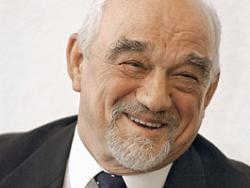
Igor Nikolajewitsch Smirnow (* 1941)

- Smirnow, Igor Pawlowitsch (* 1941), russischer Literaturwissenschaftler und Slawist
- Smirnow, Iwan Iwanowitsch (1898–1967), sowjetischer Offizier und Widerstandskämpfer
- Smirnow, Iwan Nikititsch (1881–1936), russischer Revolutionär und sowjetischer Politiker
- Smirnow, Iwan Wadimowitsch (* 1999), russischer Radrennfahrer
- Smirnow, Iwan Wassiljewitsch (1895–1956), russischer Jagdflieger im Ersten Weltkrieg
- Smirnow, Juri Michailowitsch (1921–2007), russischer Mathematiker
- Smirnow, Leonid Wassiljewitsch (1916–2001), sowjetischer Politiker, Minister der UdSSR
- Smirnow, Michail Alexejewitsch (* 2003), russischer Kindersänger und Schauspieler
- Smirnow, Michail Olegowitsch (* 1990), russischer Fußballspieler
- Smirnow, Nikolai Dmitrijewitsch (* 1949), russischer Botschafter
- Smirnow, Nikolai Iwanowitsch (1917–1992), sowjetischer Flottenadmiral
- Smirnow, Nikolai Wassiljewitsch (1900–1966), russischer Mathematiker
- Smirnow, Pawel Stepanowitsch (1888–1959), sowjetischer Generalmajor
- Smirnow, Pjotr Alexandrowitsch (1897–1939), stellvertretender sowjetischer Volkskommissar für Verteidigung und Oberkommandierender der sowjetischen Seekriegsflotte
- Smirnow, Sergei (* 1975), russischer Basketballspieler
- Smirnow, Sergei Sergejewitsch (1895–1947), russisch-sowjetischer Geologe und Hochschullehrer
- Smirnow, Sergei Sergejewitsch (* 1985), russischer Skeletonpilot
- Smirnow, Sergei Walentinowitsch (1960–2003), russischer Kugelstoßer
- Smirnow, Stanislaw (* 1970), russischer Mathematiker
- Smirnow, Walentin Panteleimonowitsch (* 1937), russischer Physiker
- Smirnow, Witali Georgijewitsch (* 1935), russischer Sportfunktionär
- Smirnow, Wladimir (* 1947), sowjetischer Skispringer
- Smirnow, Wladimir (* 1964), kasachischer Skilangläufer
- Smirnow, Wladimir Alexandrowitsch (* 1936), russischer Astronom, Historiker und Schriftsteller
- Smirnow, Wladimir Alexejewitsch (* 1957), russischer Geschäftsmann
- Smirnow, Wladimir Iwanowitsch (1887–1974), russisch-sowjetischer Mathematiker
- Smirnow, Wladimir Michailowitsch (1887–1937), sowjetischer Politiker
- Smirnow, Wladimir Wassiljewitsch (* 1849), russischer General der Infanterie der Kaiserlich Russischen Armee im Ersten Weltkrieg
- Smirnow, Wladimir Wiktorowitsch (1954–1982), sowjetischer Fechter und OlympiasiegerWladimir Wiktorowitsch Smirnow (1954–1982)

Wladimir Wiktorowitsch Smirnow (1954–1982)

- Smirnowa, Alexandra Ossipowna (1809–1882), mit Puschkin, Gogol und Lermontow befreundete russische Hofdame
- Smirnowa, Anastassija Andrejewna (* 2002), russische Freestyle-Skisportlerin
- Smirnowa, Anna Olegowna (* 1982), russische Opernsängerin (Mezzosopran)
- Smirnowa, Galina Iwanowna (1928–2011), sowjetisch-russische Prähistorikerin
- Smirnowa, Jekaterina Alexejewna (* 1996), russische Skilangläuferin
- Smirnowa, Jekaterina Sergejewna (* 1990), russische Crosslauf-Sommerbiathletin
- Smirnowa, Kristina Sergejewna (* 1991), russische Biathletin
- Smirnowa, Lidija Nikolajewna (1915–2007), sowjetische und russische Schauspielerin
- Smirnowa, Ljudmila Stanislawowna (* 1949), sowjetische Eiskunstläuferin
- Smirnowa, Nadeschda Wladimirowna (* 1996), russische Fußballspielerin
- Smirnowa, Natalja Wladimirowna (* 1979), russische Ringerin
- Smirnowa, Olga (* 1979), russische bzw. kasachische Ringerin
- Smirnowa, Olga Wjatscheslawowna (* 1991), russische Primaballerina
- Smirnowa, Sofja Alexandrowna (* 1988), russische Freestyle-Skierin
- Smirnowa, Tamara Michailowna (1935–2001), sowjetische Astronomin
- Smirnowa, Waljanzina (* 1958), sowjetische Radrennfahrerin

### Smirs
- Smirsch, Johann Carl (1793–1869), österreichischer Maler